# Paso a nivel

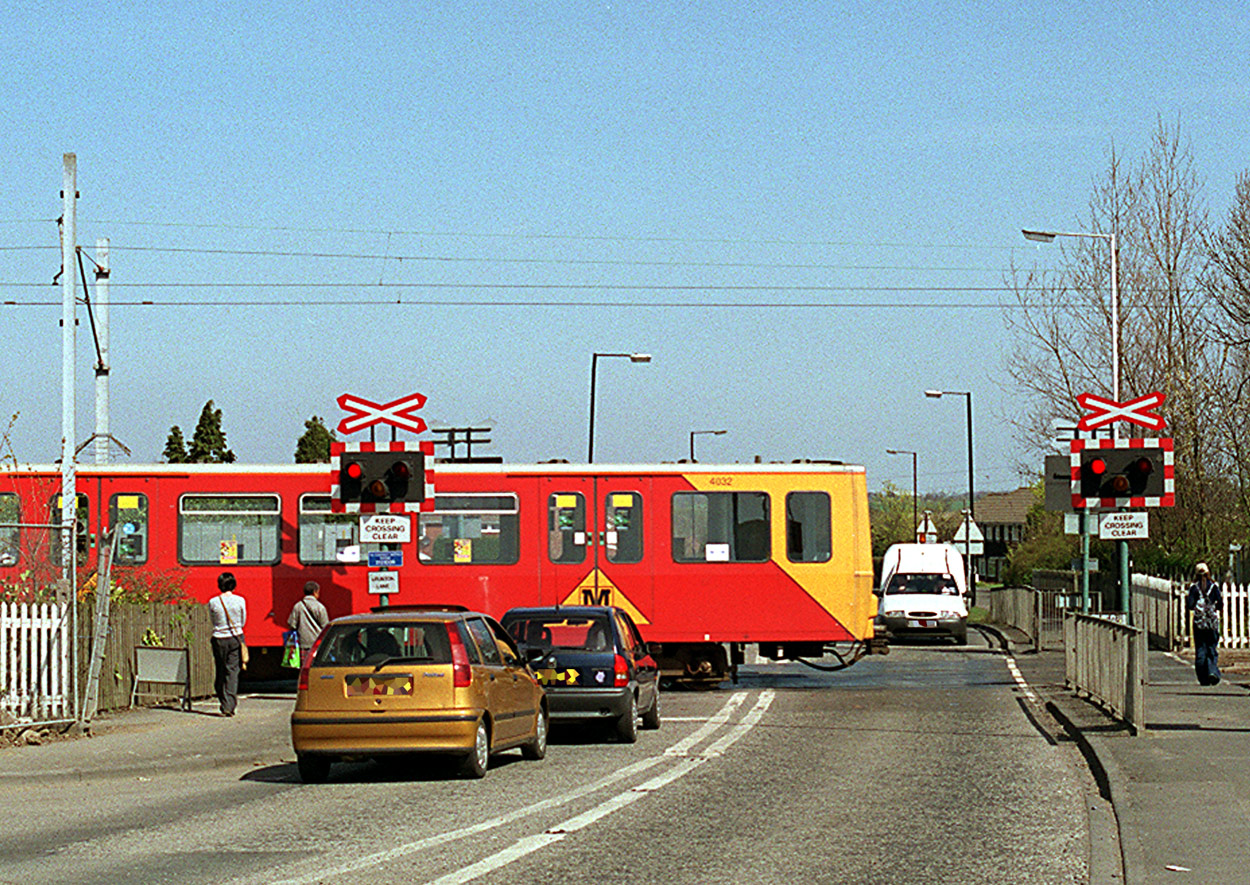
Paso a nivel con luces pero sin barreras en el tren ligero «Metro de Tyne y Wear», en Reino Unido

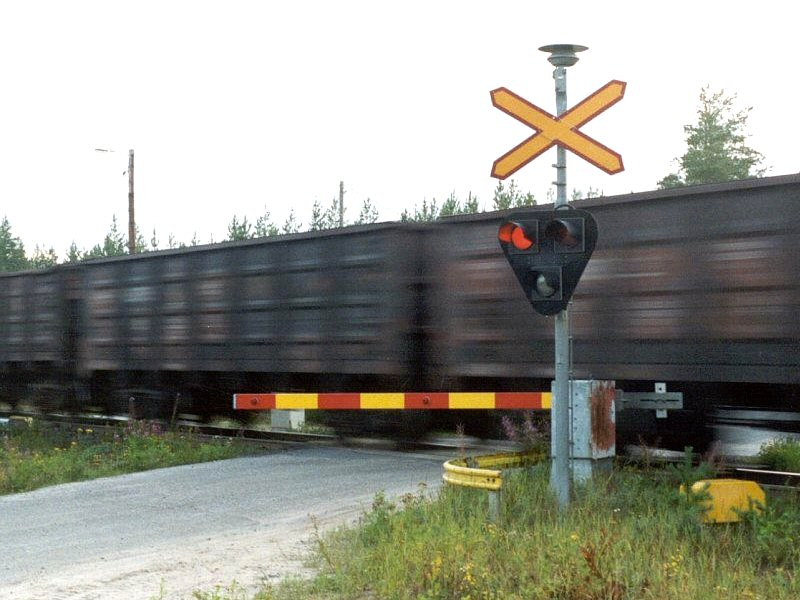
Paso a nivel.

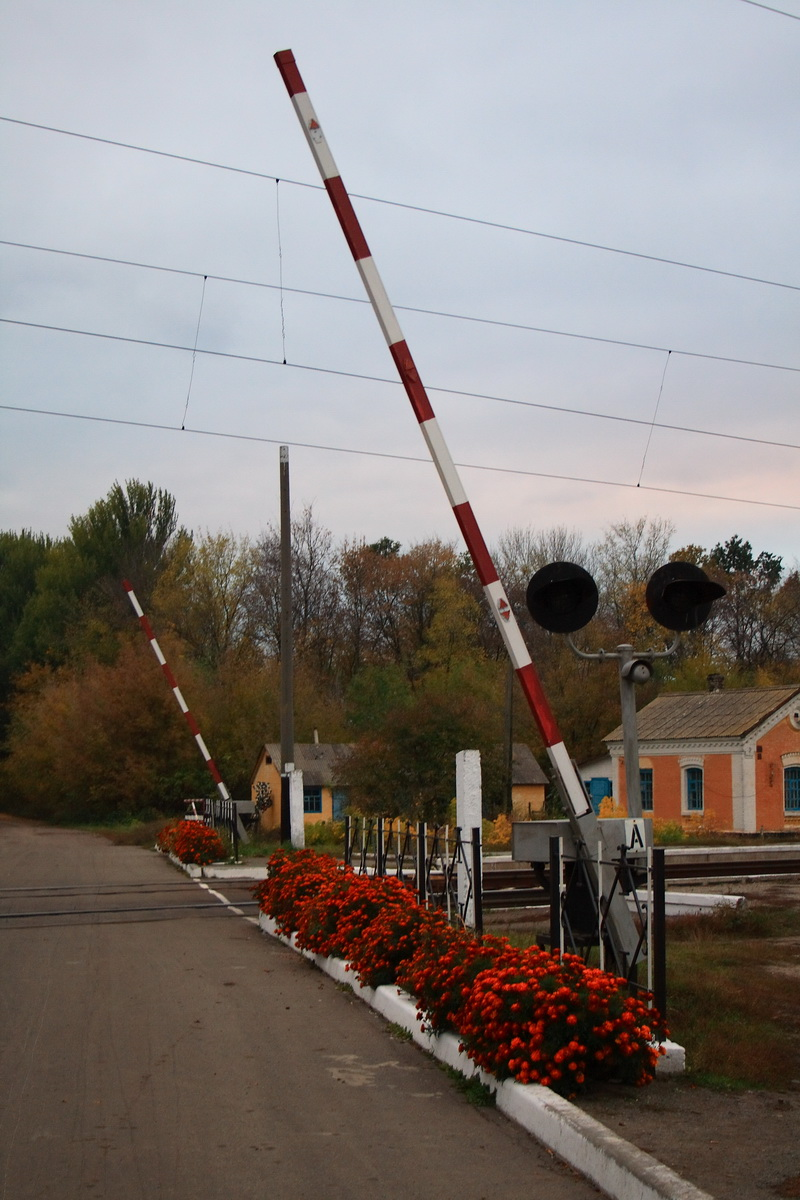
Barrera elevada.

Un paso a nivel es un cruce o intersección al mismo nivel entre una vía férrea y una carretera . En ellos los trenes tienen siempre prioridad debido a que su inercia les impide detenerse con facilidad. Suelen estar debidamente señalizados y barreras o semáforos para avisar a quienes pretendan cruzarlos de la llegada de algún tren. 

## Protección o supresión del Paso a nivel
En los pasos a nivel que presenten un AxT elevado (producto del número de circulación de automóviles y el número de trenes que cruzan el paso a nivel) se podrá proteger con un sistema automático con o sin barrera. Si el AxT es muy elevado, el paso a nivel típicamente será suprimido.

## Sistemas automáticos de protección del Paso a nivel
SBA (Semi Barreras Automáticas)

## Señalización del Paso a nivel
Es advertir la presencia de un cruce de vías.

### En carretera
Paso a nivel sin barreras
Dicha señal indica peligro por la proximidad de un paso a nivel desprotegido, sin barreras.

Paso a nivel con barreras
Dicha señal indica peligro por la proximidad de un paso a nivel protegido (de no ser por una incidencia técnica), mediante barreras automáticas y señalización luminosa y acústica.

En la vía
Paso a nivel protegido
Consiste en indicar al maquinista que el Paso al Nivel al que se está aproximando está protegido y completamente funcional, y ha de seguir la marcha